# Hydro-éjecteur

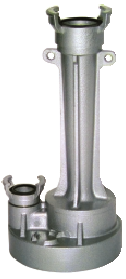
Hydro-éjecteur.

Pour les articles homonymes, voir Éjecteur.
L'hydro-éjecteur (ou giffard en Suisse) est un dispositif d'aspiration d'eau (ou d'air), utilisant un fluide sous pression (le plus souvent de l'eau) afin de créer un effet Venturi, et donc une aspiration.
Les sapeurs-pompiers en sont dotés, pour différentes missions d'aspiration de liquides, comme l'épuisement de locaux, puits, ou réservoirs. Ils peuvent également en utiliser pour le remplissage de la citerne du fourgon d'incendie, lorsque la hauteur maximale d'aspiration est dépassée ou bien que le cheminement est trop long.

## Fonctionnement (voir schéma)

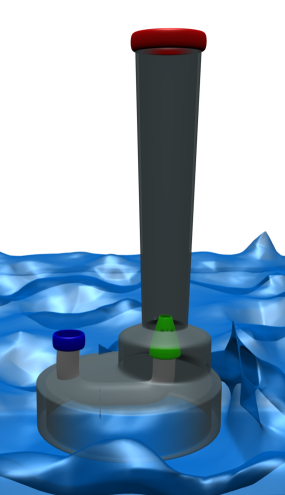
Version 3D.

1. L'hydro-éjecteur est alimenté sous pression par l'eau refoulée de la pompe au niveau de l'orifice bleu (généralement diamètre 45 mm chez les sapeurs-pompiers).
2. La vitesse augmente au niveau du réducteur de diamètre vert.
3. L'augmentation de la vitesse de l'eau dans cette zone crée une dépression (effet Venturi) qui aspire l'eau à évacuer.
4. L'évacuation de l'eau aspirée et de l'eau injectée se fait par l'orifice rouge d'un diamètre supérieur (généralement diamètre 70 mm chez les sapeurs-pompiers).